# استرتفرد (اکلاهما)
استرتفرد(به انگلیسی: Stratford) شهری در ایالت اکلاهما کشور ایالات متحده آمریکا است که جمعیت آن در سرشماری سال ۲۰۱۰ میلادی، ۱٬۵۲۵ نفر بوده‌است.